# Pseudogramma axelrodi
Pseudogramma axelrodi är en fiskart som beskrevs av Allen och Robertson, 1995. Pseudogramma axelrodi ingår i släktet Pseudogramma och familjen havsabborrfiskar. IUCN kategoriserar arten globalt som nära hotad. Inga underarter finns listade i Catalogue of Life.